# Шатонёф-Кот-Блё
Шатонёф-Кот-Блё (фр. Canton de Châteauneuf-Côte-Bleue) — упразднённый (с марта 2015 года) кантон во Франции, в регионе Прованс — Альпы — Лазурный Берег. Департамент кантона — Буш-дю-Рон. Входил в состав округа Истр. Население кантона на 2007 год составляло 43 824 человека. Территория прежнего кантона расположена между южным побережьем озера Этан-де-Берр и Средиземным морем (т. н. Синий (голубой) берег).
Главой кантона с 2004 года являлся Винсент Буррони (Социалистическая партия), до него, в период с 1992 по 2004 год главой был Анри д’Аттилио (см. на фр.) (Социалистическая партия).
Всего в кантон Мариньян до 2015 года, когда, после выборов в марте 2015 года, вступило в силу новое территориальное деление в Буш-дю-Рон, утверждённое законодательно 27 февраля 2014 года, входило 6 коммун, из них главной коммуной являлась Шатонёф-ле-Мартиг.

## Коммуны кантона
| Коммуна           | Население чел. | Почтовый индекс | Код INSEE |
| ----------------- | -------------- | --------------- | --------- |
| Ансюэ-ла-Редон    | 4544           | 13820           | 13033     |
| Жиньяк-ла-Нерт    | 9193           | 13180           | 13043     |
| Карри-ле-Руэ      | 6009           | 13620           | 13021     |
| Ле-Ров            | 4005           | 13740           | 13110     |
| Соссе-ле-Пен      | 7233           | 13960           | 13104     |
| Шатонёф-ле-Мартиг | 11 375         | 13220           | 13026     |